# Dunnet Head
Dunnet Head, även Easter Head, är en halvö i Storbritannien.   Den ligger i kommunen Highland och riksdelen Skottland, i den norra delen av landet, 800 km norr om huvudstaden London.
Terrängen inåt land är platt. Havet är nära Dunnet Head åt nordväst. Runt Dunnet Head är det glesbefolkat, med 8 invånare per kvadratkilometer. Närmaste större samhälle är Thurso, 12,3 km sydväst om Dunnet Head. 
Dunnet Head är den nordligaste punkten på den brittiska huvudön.